# Kunda (dorp in Estland)
Kunda (Duits: Kundaküla) is een plaats in de Estlandse gemeente Viru-Nigula, provincie Lääne-Virumaa. De plaats heeft de status van dorp (Estisch: küla) en telt 27 inwoners (2021).
Het dorp Kunda ligt ten zuidoosten van de stad Kunda en aan de rivier Kunda. Het dorp wordt in het Estisch vrijwel altijd Kunda küla (‘dorp Kunda’) genoemd om het te onderscheiden van de stad.

## Geschiedenis
Kunda werd voor het eerst genoemd in 1241 onder de naam Gundas. In 1443 was er voor het eerst sprake van een landgoed Kunda. Het dorp Kunda was een van de nederzettingen op het landgoed. Een andere nederzetting was Linnuse, waar rond 1770 het landhuis van het landgoed werd gebouwd. Tussen 1744 en 1765 ontstond ten zuiden van het huidige dorp Kunda de nederzetting Liiwaküla (Estisch: Liivaküla), oorspronkelijk als uitbreiding van Kunda.
Vanaf de jaren veertig van de 19e eeuw tot aan de onteigening door het onafhankelijk geworden Estland in 1919 was het landgoed in handen van de familie Girard de Soucanton. John baron Girard de Soucanton stichtte in 1870 een cementfabriek in wat nu de stad Kunda is. Dat werd een nieuwe kern op het landgoed. Liiwaküla, waar de grond onvruchtbaar was (de naam betekent ‘Zanddorp’), werd een vestigingsplaats voor de arbeiders in de cementfabriek. In 1977 werd Liivaküla omgedoopt in Siberi, een naam die het dorp officieus al had. De naam is afgeleid van Siber, de Estische naam voor Siberië en het dorp had die naam te danken aan de afgelegen ligging en de onbruikbare grond. In 1977 werd ook het buurdorp Kunda bij Siberi gevoegd. In 1997 werd het weer een zelfstandig dorp.